# Carpias crosslandi
Carpias crosslandi är en kräftdjursart som först beskrevs av Stebbing 1910.  Carpias crosslandi ingår i släktet Carpias och familjen Janiridae. Inga underarter finns listade i Catalogue of Life.